# Знєвський потік
Знєвський потік (словац. Znievsky potok) — річка в Словаччині, ліва притока Турця, протікає в окрузі Мартін.
Довжина приблизно 5,9—6,2 км. Витік знаходиться в масиві Валчанські пагорби на висоті близько 505—510 метрів — відгалуження від річки Вриця. Протікає територією сіл Кляштор-под-Знєвом; Турчянски Дюр і Соцовце..
Впадає в Турець на висоті 430—435 метрів.